# Yos Sudarso (eiland)
Yos Sudarso, Dolok (of Dolak), Kimaam of Kolepom, vroeger Frederik Hendrikeiland, is een eiland voor de zuidkust van de Indonesische provincie Papoea en behorende bij het residentschap Merauke. Het eiland is 11.192 km² groot en is daarmee het op 10 na grootste eiland van Indonesië. Het heeft een lengte van 165 km, heeft de vorm van een blad en ligt maar iets boven zeeniveau. Het eiland wordt door de smalle zeestraat Muli (vroeger Straat Marianne) gescheiden van het vasteland.
Op het eiland wonen ongeveer 11.000 mensen. De hoofdplaats is Kimaam (Kimaan) aan de oostzijde van het eiland. Andere dorpen zijn Sabon (binnenland van het eiland) en de kustdorpen Tor en Kladar. Het eiland vormt onderdeel van het Meraukese district Kimaam dat naast het eiland ook het eiland Komoran en de kuststreek aan de oostzijde van het eiland omvat (14.357 km²) en 16.487 inwoners (2006) telt.
Ten zuidoosten van het eiland aan de andere kant van de nauwe Straat Buaya ligt het eiland Komoran.
Het eiland is vernoemd naar de Indonesische marinecommandant Yos Sudarso, die sneuvelde in de Slag bij Vlakke Hoek.
Het eiland is vlak, wordt doorsneden door talrijke stroompjes en is grotendeels bedekt met tropische vegetatie. Op het eiland ligt een aantal van de grootste mangrovebossen ter wereld. Er zijn twee zoogdieren bekend op het eiland; Pipistrellus papuanus en Scotorepens sanborni.

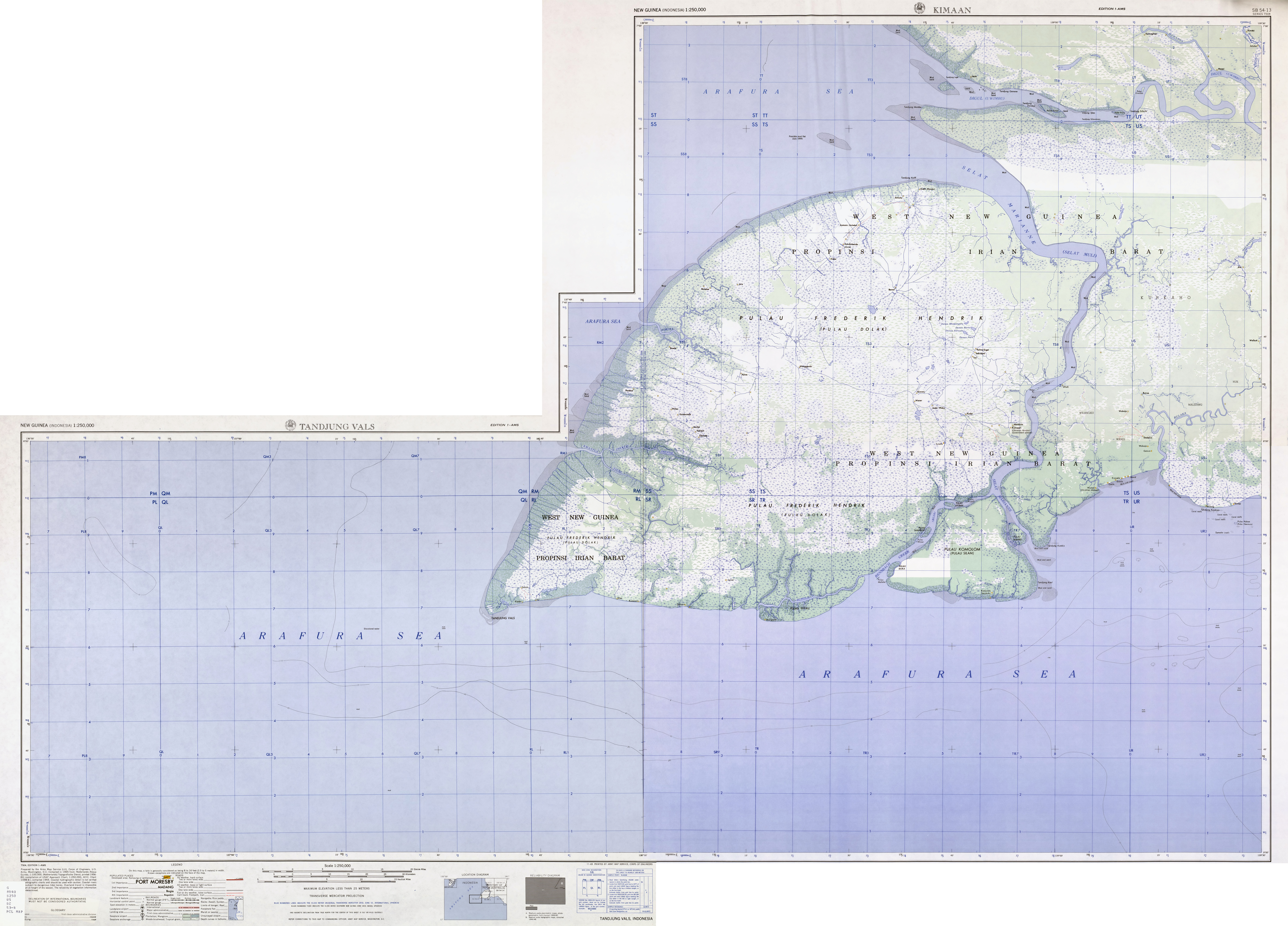
Amerikaanse kaart (1965; op basis van Nederlandse kaarten uit 1956-1960)
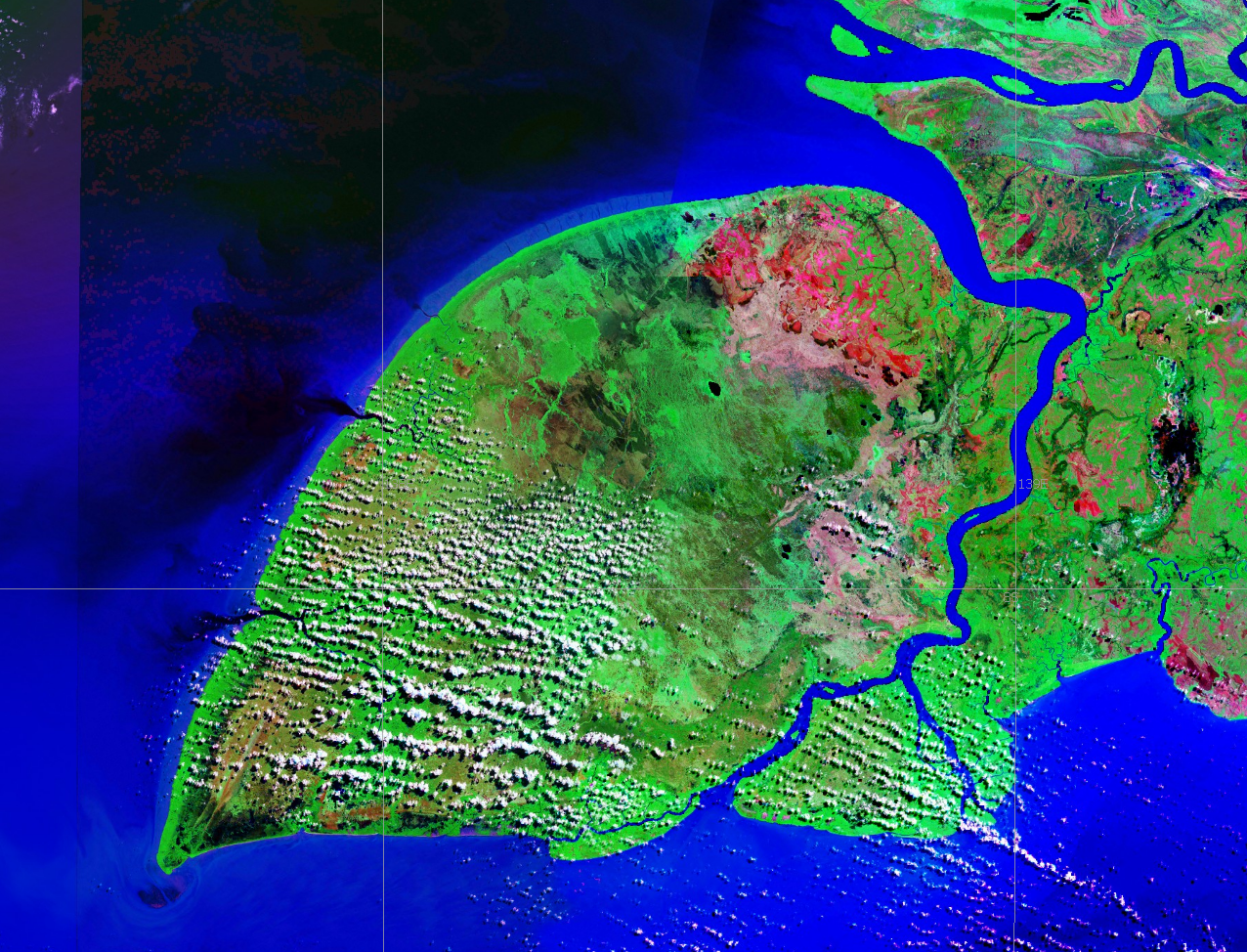
Satellietbeeld NASA
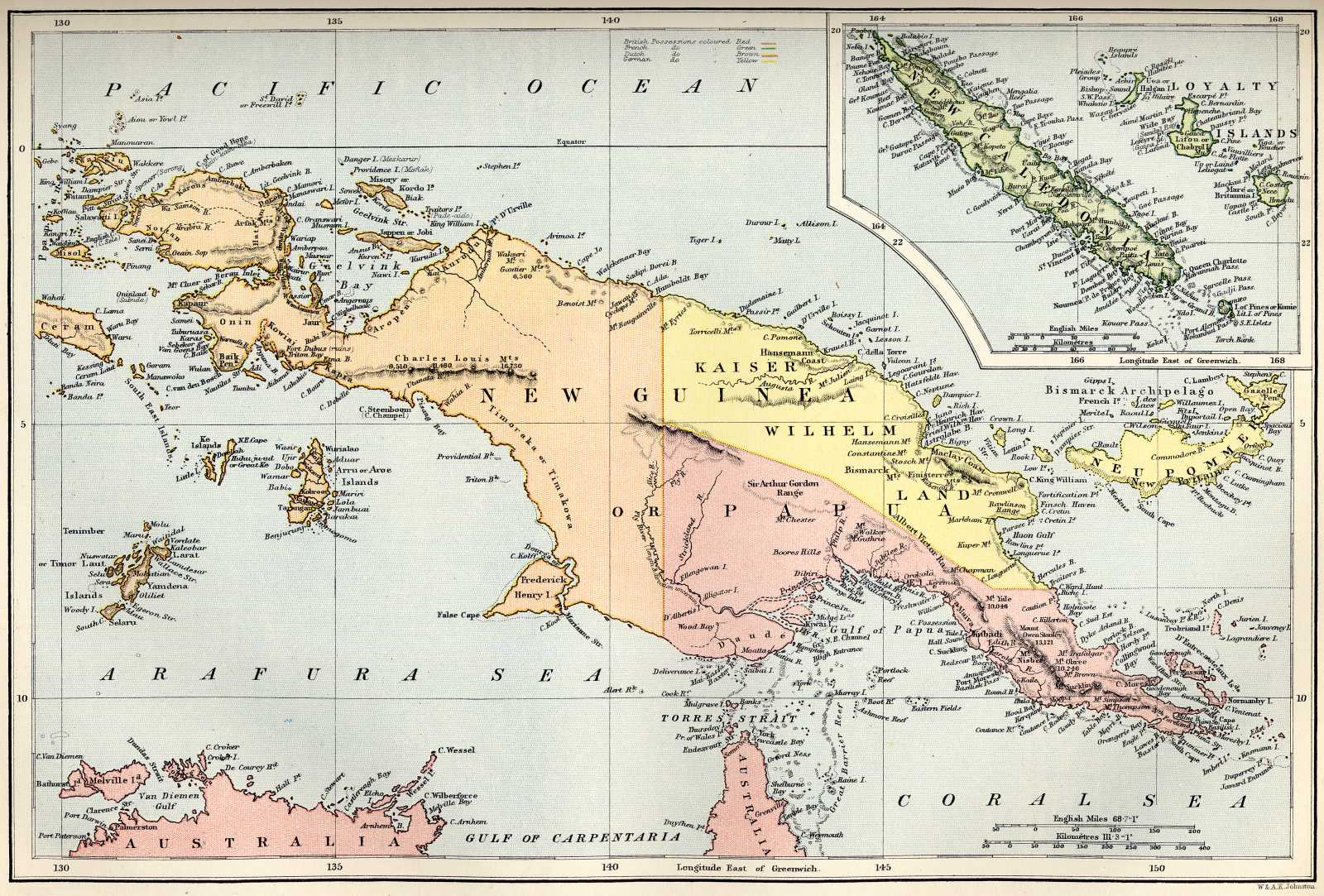
Op een kaart van Nieuw-Guinea uit 1884 (Frederick Henry)